# Бизинген
Бизинген (њем. Bisingen) општина је у њемачкој савезној држави Баден-Виртемберг. Једно је од 25 општинских средишта округа Цолерналб. Према процјени из 2010. у општини је живјело 9.314 становника. Посједује регионалну шифру (AGS) 8417008.

## Географски и демографски подаци
Бизинген се налази у савезној држави Баден-Виртемберг у округу Цолерналб. Општина се налази на надморској висини од 561 метра. Површина општине износи 32,8 km².

## Становништво
У самом мјесту је, према процјени из 2010. године, живјело 9.314 становника. Просјечна густина становништва износи 284 становника/km².

## Међународна сарадња
| Мјесто  | Држава   | Врста сарадње | Од    |
| ------- | -------- | ------------- | ----- |
| Ленцинг | Аустрија | партнерство   | 1990. |
| Извор   |          |               |       |